# 晋州市 (石家荘市)
晋州市（しんしゅう-し）は、中華人民共和国河北省石家荘市に位置する県級市。

## 歴史
春秋時代は鼓の領土であった。その後晋の攻撃を受け、その版図の一部とされている。戦国時代になると燕・趙・斉により、昔陽（現在の十里舗村）を巡り抗争が発生している。
前221年、秦朝は鉅鹿郡を設置、市域はその管轄とされた。漢代になると冀州鉅鹿郡の下部に下曲陽県・臨平県・安郷県が設置された。下曲陽県の県治（現在の鼓城村附近）は都尉に置かれ、これが現在の晋州市の前身となる。
28年（建武4年）、光武帝は臨平郷（現在の古城寨）で農民反乱を鎮圧すると、臨平・安郷両県を廃止して下曲陽県に統合された。184年（中元元年）に発生した黄巾の乱では下曲陽県は広宗県や鉅鹿県と共に大きな被害を受けている。反乱は皇甫嵩により鎮圧され、その際に殺害された8万の農民軍の死体は下曲陽県の南の紫城（現在の東子城・西子城付近）に埋葬処分され、封土が丘のようになり「京観」と命名された。
南北朝時代には北魏により曲陽県と改称されたが、北斉により廃止となり藁城県に編入された。
隋朝が成立すると、596年（開皇16年）に昔陽県として再設置が成立し、その2年後に鼓城県と改称された。1215年に元朝により晋州を設置、鼓城県はその州治とされた。1238年に晋州は一旦廃止されたが、1261年（中統2年）に再設置された。元末には天災が続いたこともあり農民反乱が多発、1360年（至正20年）には紅巾の乱が発生し、魏氏荘・李氏荘・劉氏荘（現在の馬坊営・呂家営・楊家営一帯）が大きな被害を受けている。
明代になるち鼓城県は廃止となり晋州に改編、下部に安平県・饒陽県・武強県の3県を管轄した。1401年（建文3年）の靖難の変では滹沱河両岸で明軍による戦闘が行われ、鼓城県の人口は激減、社会経済に深刻な影響を与えた。激減した人口を回復し社会経済を立て直すべく、永楽年間には洪洞県よりの移民政策を実施している。
1724年（雍正2年）、清朝は晋州を直隷州に昇格させ下部に無極県及び藁城県を管轄させ、それまで管轄していた安平・饒陽・武強の3県は深州に移管された。1734年（雍正12年）、晋州は散州とされ正定府に直轄とされ、無極・藁城両県も正定府直轄とされた。
1912年（民国元年）、中華民国による州制廃止に伴い晋県と改編された。
日中戦争期間中は中国共産党による抗日拠点が設置され、1939年（民国28年）には石徳線の鉄道を境界に晋北県及び晋南県が設置されている。1941年（民国30年）には晋南県と藁城県南部及び正定県の一部を統合され晋藁県が、晋北県は深沢県及び無極県と統合され深極県（翌年束北県と合併し束晋県となる）が成立した。
1945年9月3日、施政権を回復した中華民国政府は再度晋県を設置された。1958年11月に晋県及び深沢県が束鹿県に編入されたが、1961年5月に再び晋県（旧深沢県を含む）が設置された。その後深沢県が再び分離され、1991年11月30日に県級市に昇格し晋州市が誕生した。

## 行政区画
この節の参考文献
| 鎮・郷   | 村 |
| -------- | --- |
| 晋州鎮   | 東関村、西関村、南関村、東街村、西街村、中街村、秘家荘村、宋家荘村、李家荘村、劉家荘村、陳家荘村、張家荘村、姚家荘村、趙村、丁家荘村、樊荘村、楊家荘村、塔上村、善里村、十里舗村、古城村、趙魏村、龐表村、孫家荘村、東紫城村、西紫城村、南固底村、北固底村、高町村、趙八荘村、茹家寨村、楼底村、邵荘村、東宿村、宿村、東張村、元頭村、留村村、雷陳村、元頭張家荘村、于家荘村、教公村、小舗村 |
| 総十荘鎮 | 総十荘村、東釣魚台村、孔目荘村、毛家寨村、龐古荘村、官荘村、塩廠寨村、永豊村、八里荘村、棗園村、射仏頭村、塩廠村、武邱村、河頭村、馬坊頭村、荘合寨村、西張口村、胡士荘村、河溝村、張家荘村、王石碑荘村 |
| 営里鎮   | 営里村、東平郷村、西平郷村、北平郷村、宋家荘村、魯家荘村、大尚村、小尚村、胡士荘寨村、張十字荘村、南位家口村、北位家口村 |
| 桃園鎮   | 桃園村、前趙七子村、後趙七子村、前里明甫村、後里明甫村、聶村、袁家荘村、張家荘村、相古荘村、鳴鶴荘村、西趙家村、韓荘村、紀荘村、周元方村、周頭村、趙蘭荘村、蒋家荘村、郭家荘村、賀家寨村、西釣魚台村、東小留村、西小留村、東大留村、西大留村 |
| 東卓宿鎮 | 東卓宿村、西卓宿村、東石村、西石村、前屯村、後屯村、南彭荘村、北彭荘村、南白灘村、北白灘村、前儒林村、後儒林村、尹家荘村、南田村、凍河頭村、塔魯村、大旺村、寺頭村、盤石村、海灘村、留章村、閻村、陳家荘村 |
| 馬于鎮   | 馬于村、東趙家荘村、西趙家荘村、南凍光村、北凍光村、南辛荘村、北辛荘村、前彭頭村、後彭頭村、東隊村、西隊村、孟家荘村、呂家荘村、束里荘村、楊家営村、古城寨村、東賈荘村、西賈荘村、大沙荘村、小沙荘村、尹家荘村、趙家荘村、馬坊営村、程家営村、呂家営村 |
| 小樵鎮   | 小樵村、四常村、泉渡村、彭召村、東龍化村、西龍化村、七給村、光燦村、長召村、大樵村、屯尚村、万荘村、田村村、西旺村、南旺村、北旺村、東曹村、西曹村、泥安村、龐村村、常営村 |
| 槐樹鎮   | 槐樹村、泥馬村、周村、龍頭村、趙荘村、相邱村、小彭村、南張里村、北張里村、南白水村、北白水村、前祖祥村、後祖祥村、祁底村、候城村、管洽村、河陰村、龍泉固村 |
| 東里荘鎮 | 東里荘村、南小吾村、北小吾村、中作村、彭光村、李家荘村、馬家荘村、西里荘村、里豊村、南趙荘村、郜豊村、打縄荘村、大石家荘村、安家荘村、東寺呂村、西寺呂村、南寺呂村、北寺呂村、宿生村、新風村、王家荘村、崔家荘村、段家荘村、仁義村、馬坊村、董家荘村、小石家荘村 |
| 周家荘郷 | 一隊村、二隊村、三隊村、四隊村、五隊村、六隊村、七隊村、八隊村、九隊村、十隊村 |